# 김송 (배우)
김송은 대한민국의 영화배우다.

## 방송
- 조선판스타 (2021) - Top50

## 영화
- 서편제 (1993) - 어린 송화 역
- 영원한 제국 (1995) - 기사관 역
- 진짜 사나이 (1996) - 망치 일당 역
- 죽이는 이야기 (1998) - 하비 일행 역
- 오! 돼지 힘을 발견하다 (2002) - 주연